# أوكتافيا بلو
أوكتافيا بلو (بالإنجليزية: Octavia Blue)‏ مواليد 18 أبريل 1976 في فورت لاودردال، هي لاعبة كرة سلة أمريكية سابقة أصبحت مدربة. بدأت مسيرتها الاحترافية في سنة 1998. تم اختيارها من قبل فريق لوس أنجلوس سباركس خلال الدرافت. تدرب في دوري الاتحاد الوطني لكرة السلة النسائية. يبلغ طولها 6 قدم 1 بوصة (1.9 م). اعتزلت اللعب في 2004. لعبت مع لوس أنجلوس سباركس وهيوستن كومتز.

## روابط خارجية
- أوكتافيا بلو على موقع الاتحاد الوطني لكرة السلة النسائية (الإنجليزية)
- أوكتافيا بلو على موقع كرة السلة الأوروبية.كوم (الإنجليزية)
- أوكتافيا بلو على موقع كلية كرة السلة في سبورتس رفرنس.كوم (الإنجليزية)
- أوكتافيا بلو على موقع بروبوليرز (الإنجليزية)
- أوكتافيا بلو على موقع سبورتس رفرنس (الإنجليزية)
- أوكتافيا بلو على موقع كلية كرة السلة في سبورتس رفرنس.كوم (الإنجليزية)